# Veneriserva pygloclava
Veneriserva pygloclava är en ringmaskart som beskrevs av Rossi 1984. Veneriserva pygloclava ingår i släktet Veneriserva och familjen Dorvilleidae. Inga underarter finns listade i Catalogue of Life.